# Canada Cup (voetbal)
De Canada Cup is een voetbaltoernooi dat twee keer is georganiseerd. De eerste editie was in 1995. Vier jaar later, in 1999, was het tweede toernooi. Daarna werd het toernooi niet meer gespeeld. Voor beide toernooien werd het Commonwealth Stadium gebruikt, dat ligt in Edmonton, Canada.

## Winnaars
| Canada Cup   |            |        |               |
| Jaar         | Winnaar(s) | Tweede | Derde         |
| 1995 Details | Chili      | Canada | Noord-Ierland |
| 1999 Details | Ecuador    | Iran   | Canada        |